# Guus Bierings

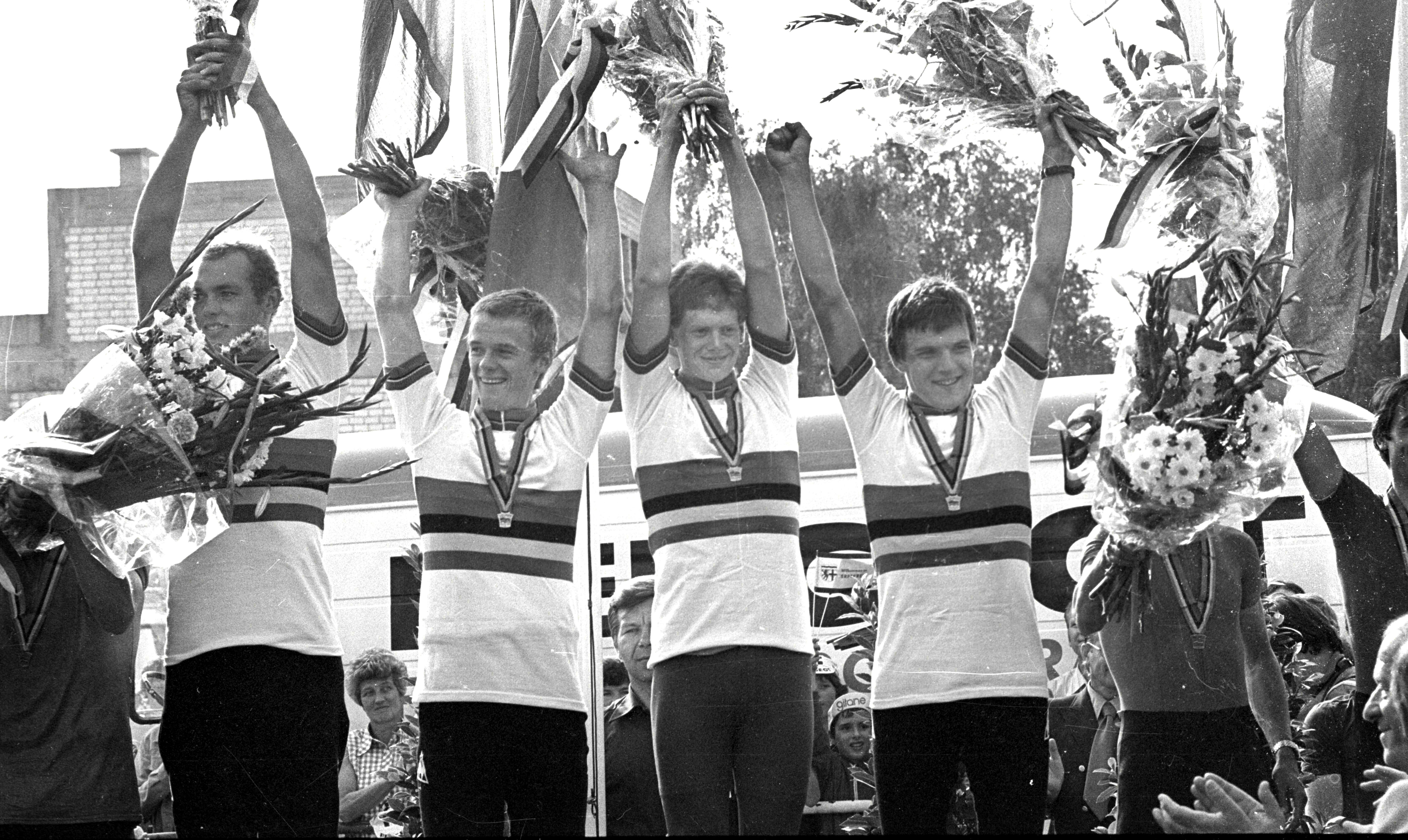
von links nach rechts: Jan van Houwelingen, Bart van Est, Bert Oosterbosch, Guus Bierings

Gustaaf „Guus“ Bierings (* 28. September 1956 in Uden (Gemeinde)) ist ein ehemaliger niederländischer Radrennfahrer und Weltmeister im Radsport.

## Sportliche Laufbahn
Bierings war im Straßenradsport und im Querfeldeinrennen (heutige Bezeichnung Cyclocross) aktiv. Als Amateur gewann er mit Bert Oosterbosch, Jan van Houwelingen und Bart van Est bei den UCI-Straßen-Weltmeisterschaften 1978 den Titel im Mannschaftszeitfahren. 
Er war Teilnehmer der Olympischen Sommerspiele 1980 in Moskau. Im Mannschaftszeitfahren belegte der niederländische Straßenvierer mit Guus Bierings, Jacques Hanegraaf, Theo Hogervorst und Adrie van der Poel den 15. Platz. Im Querfeldeinrennen gewann er mehrere nationale Titel im Nachwuchsbereich. 1977 gewann er Etappen in der Olympia’s Tour und im Giro delle Regioni. Bierings blieb während seiner gesamten Zeit als Radrennfahrer Amateur.